# Zgorzelina (oparzelina)
Zgorzelina, oparzelina (kory) – zniszczenie (zabitka, martwica) kory i miazgi pod wpływem wysokiej temperatury. Powstaje wskutek pożaru a także silnego nasłonecznienia szczególnie tam, gdzie dokonano częściowego wyrębu pozostawiając bez naturalnej osłony resztę drzew. Zniszczona tkanka ulega wykruszeniu, w powstałych ranach zagnieżdżają się pasożyty. Zgorzelinie najczęściej ulegają drzewa o cienkiej i gładkiej korowinie, silniej na grubych niż na cienkich pniach.